# Закриничне
Закрини́чне — село в Україні, у Плужненській сільській громаді Шепетівського району Хмельницької області. Населення 82 особи (станом на 2011 рік).

## Географія
Село розташоване на заході громади, за 40 км (автошляхом Т 2313) на захід від міста Ізяслав, та за 145 км (автошляхами Н03, Н25 та Т 2313) на північ — північний захід від обласного центру Хмельницький.
У селі є пам'ятник полеглим воїнам у Другій світовій війні.
Сусідні населені пункти:

## Історія
У 1906 році село Кунівської волості Острозького повіту Волинської губернії. Відстань від повітового міста 15 верст, від волості 4. Дворів 36, мешканців 264.
В селі є кузня, побудована в середині 1950-их після пожежі в старій кузні.
З села брала початок річка Данькова, що протікала на місці, де зараз викопаний міліоративний канал. Вбігала в річку Вілія через село Мартиня. Річка Данькова згадана на картах XIX ст. На її березі, серед лісу, між селом Закриничне та Мартиня, знаходилось село Даньківка, швидше за все назване в честь річки.

## Населення
| Роки            | 1816 | 1906 | 2001  | 2010 | 2011 |
| --------------- | ---- | ---- | ----- | ---- | ---- |
| Населення, осіб | 89   | 264  | ▼ 102 | ▼ 75 | ▲ 82 |

В метричних книгах Кунівської волості за 1912 рік нараховується 474 людини
Ревізька казка селян за 1816 рік знаходиться за реквізитами Фонд 37, опис 2, дело 153 Державного Архіву Тернопільської області, налічує 89 людей: 75 кріпосних та 14 вільних жителів.

## Галерея

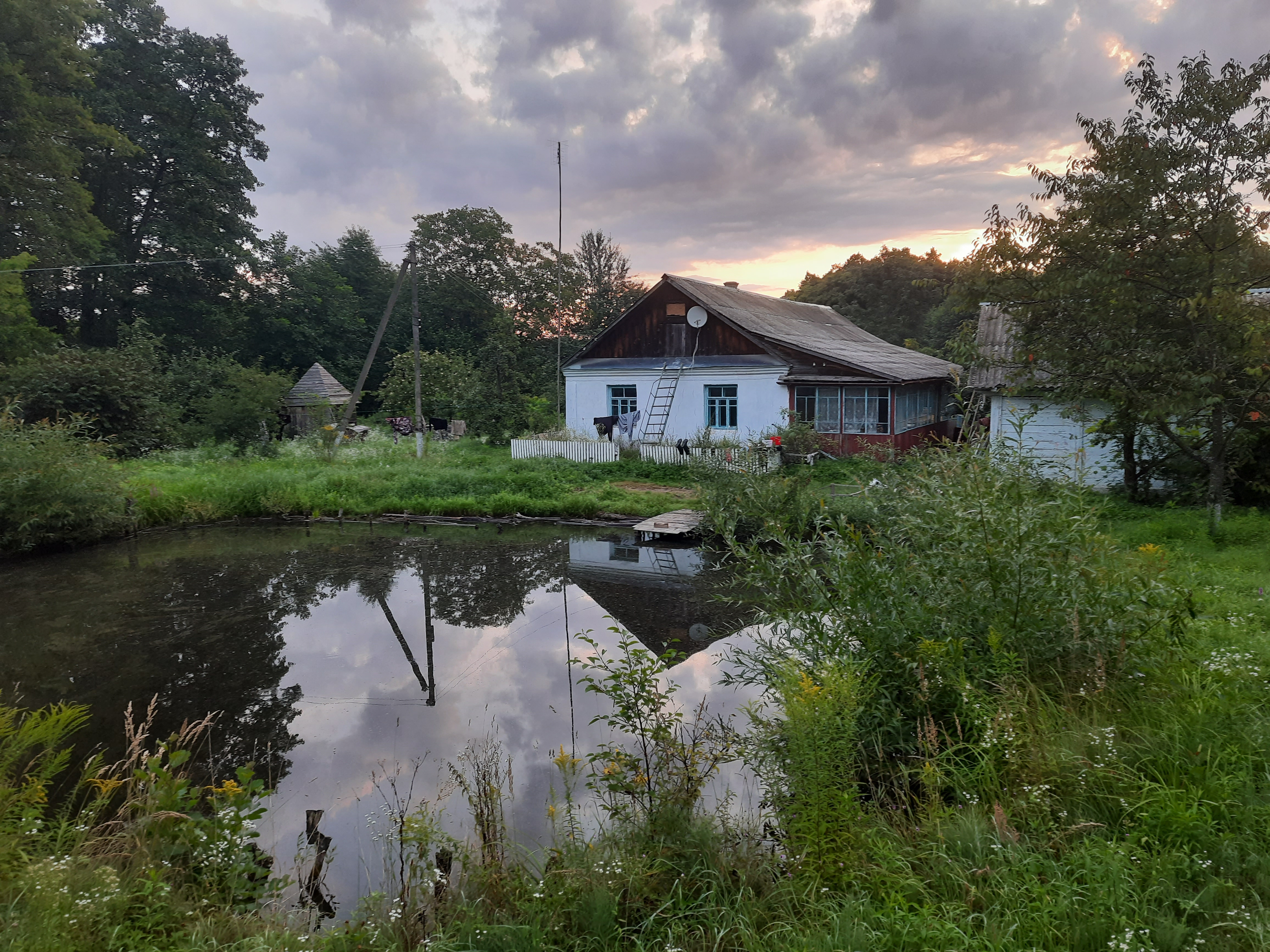
Сільський пейзаж
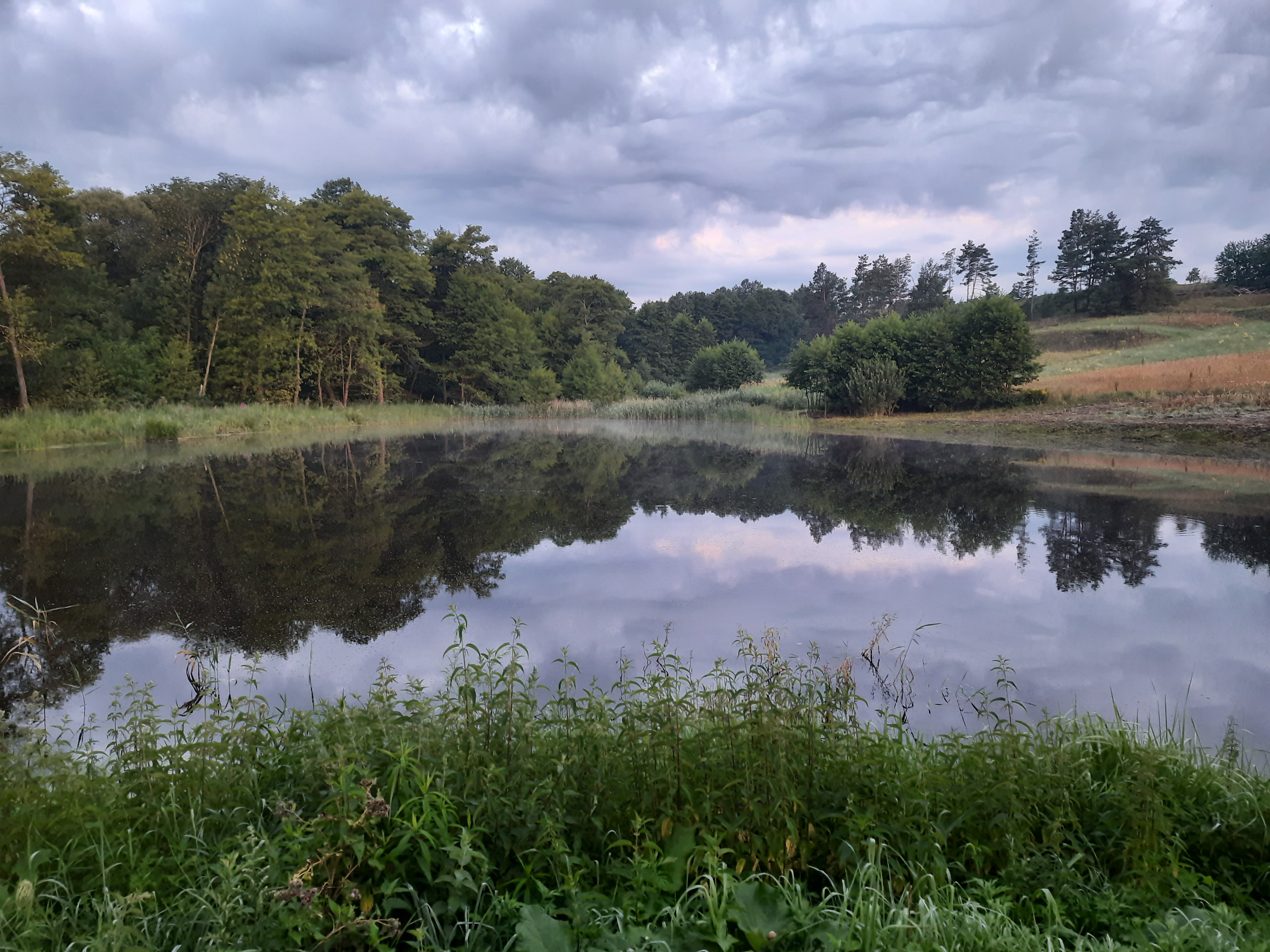
Став біля села